# Hüseyin Cevahir
Hüseyin Cevahir (* 1945 in Provinz Tunceli; †  1971 in Istanbul) war eine der Führungsfiguren der türkischen 68er-Bewegung. Er gehörte zu den Gründern der bewaffneten marxistisch-leninistischen Untergrundorganisation Türkische Volksbefreiungspartei-Front (THKP-C) und war an Banküberfällen und Entführungen beteiligt.

## Leben

### Herkunft und Jugend
Hüseyin Cevahir kam im Jahre 1945 in dem Dorf Yeldeğen (vormals Şöbek) in der Provinz Tunceli zur Welt. Sein Vater hieß Düzgün und seine Mutter Fatma. Die Familie führte ihre Herkunft über Baba Mansur auf den Propheten Mohammed zurück. Der Vater hatte einen Gymnasialabschluss, aber die Lehrerausbildung abbrechen müssen. Düzgün Cevahir war Unternehmer, konnte aber nicht gut mit Geld umgehen, so dass die Familie materiell schlecht gestellt war. Hüseyin Cevahir war der älteste und einzige Sohn von sechs Kindern der Familie. Innerhalb des Heimatdorfes wurde Hüseyin "Seyid Bayi" genannt. Die Familie sprach Zazaki als Muttersprache. Hüseyin besuchte die Grundschule im nahegelegenen Darıkent und die Mittelschule in Pülümür. Das Gymnasium besuchte Hüseyin Cevahir in Erzincan, da das Gymnasium in Tunceli nicht über einen naturwissenschaftlichen Zweig verfügte. Nach Abschluss des Gymnasiums wohnte Cevahir einige Zeit in Istanbul bei Verwandten, studierte dort in den Jahren 1964 und 1965 Medizin und war innerhalb der Türkiye İşçi Partisi (TİP) politisch aktiv. Hüseyin Cevahir brach aber dann das Studium ab. Dies führte zu Kontroversen innerhalb der Familie. Cevahir führte Tierversuche als Grund für den Abbruch an und schrieb sich in Ankara für Politikwissenschaft ein.

### Ankara
Im Jahr 1969 schloss sich Hüseyin Cevahir dem sozialistischen Debattierclub Sosyalist Fikir Kulübü der Fakultät für politische Wissenschaften („Mülkiye“) der Universität Ankara an. Es gab zu dieser Zeit zusätzlich zu den gewalttätigen Auseinandersetzungen zwischen linken und rechten Studenten auch erhebliche interne und ideologische Auseinandersetzungen innerhalb des Debattierclubs. 1970 wurde Cevahir in den Vorstand des Clubs gewählt. Es bildete sich zunächst eine Gruppe namens SBF TKP. Diese brandschatzte ein Depot der US-Hilfsorganisation AID und besetzte Parteiversammlungen der TİP. Hüseyin Cevahir war an zahlreichen Aktionen beteiligt und wurde immer wieder polizeilich gesucht. Reisen in Angelegenheiten der Organisation führten ihn u. a. in die Schwarzmeerregion. Man plante, eine Guerilla aufzustellen. Im Oktober 1970 stellte Cevahir sich der Polizei in der Annahme, dass man ihn gehen lassen werde, jedoch wurde er anders als andere Genossen zuvor gemeinsam mit İrfan Uçar und İlhami Aras in Untersuchungshaft in Ankara genommen.  Nach seiner Freilassung schickte ihn die Organisation nach Aliağa, um die dortigen Bauarbeiter zu organisieren. Cevahir arbeitete dort auf der Baustelle einer Raffinerie. Am 12. Februar 1971 überfiel Cevahir eine Zweigstelle der Ziraat Bankası in Ankara-Küçükesat. Am 28. Februar 1971 wurde Cevahir auf einer Vollversammlung in den Vorstand der Gewerkschaft Yapı-İş gewählt. Am 15. März überfiel er mit Genossen die Türk Ticaret Bankası in Erenköy in Istanbul. Etwa zwei Wochen später entführte man die Geschäftsleute Mete Has und Talip Aksoy, um Lösegeld zu erpressen. Nach Erhalt des Lösegeldes ließen die Entführer Has und Aksoy frei. Am 17. Mai 1971 entführten Cevahir und seine Kameraden den israelischen Generalkonsul von Istanbul Ephraim Elrom. Sie wollten Gefangene freipressen. Ferner verlangten sie die mehrfache Verlesung des Bulletins No. 1 der im Vorjahr gegründeten THKP-C im staatlichen Fernsehsender TRT. Als die Forderungen nicht erfüllt wurden, ermordete Mahir Çayan am 22. Mai Elrom mit drei Kopfschüssen.

### Tod und Beisetzung
Am 30. Mai wurden Mahir Çayan und Hüseyin Cevahir von Sicherheitskräften nach einem Tipp in Maltepe gestellt, konnten jedoch zunächst in ein Gebäude fliehen. Dort nahmen sie die 14-jährige Sibel E. als Geisel und verschanzten sich. Die Geiselnahme erhielt große mediale Aufmerksamkeit und die türkische Öffentlichkeit war aufgebracht wegen der jungen Geisel. Brigadegeneral Bulutlar drohte per Megaphon damit, sie "dem Volk" auszuliefern, falls sie dem Kind etwas antäten. Der Vater Cevahirs hielt sich in Köln auf und erfuhr im Köln Radyosu von der Geiselnahme. Die Polizei ließ in Ermangelung des Vaters einen Onkel Cevahirs herbeischaffen. Dieser versuchte, Hüseyin Cevahir in dessen Muttersprache Zazaki zu bewegen, das Mädchen freizulassen und aufzugeben. Hüseyin bedeutete seinem Onkel, sich nicht einzumischen. Die Mutter Çayans versuchte Ähnliches, erhielt aber von ihrem Sohn die Antwort, er kenne sie nicht. Nach Aussage des Onkels beschimpfte Çayan seine Mutter und sagte ihr, sie solle abhauen. Während der Belagerung sangen die beiden Geiselnehmer Kampflieder und skandierten Slogans. Nach mehr als zwei Tagen überwältigte die Polizei die beiden. Mahir Çayan versuchte, sich laut Genossen nach eigener Darstellung ins Herz zu schießen, verfehlte es jedoch und verletzte sich schwer. Hüseyin Cevahir starb im Kugelhagel. Er wurde unter großer Anteilnahme in seinem Heimatdorf beigesetzt.
Die Mutter Hüseyin Cevahirs starb 1986. Sein Vater heiratete ein zweites Mal und nannte einen weiteren Sohn Hüseyin.